# Алия Бет

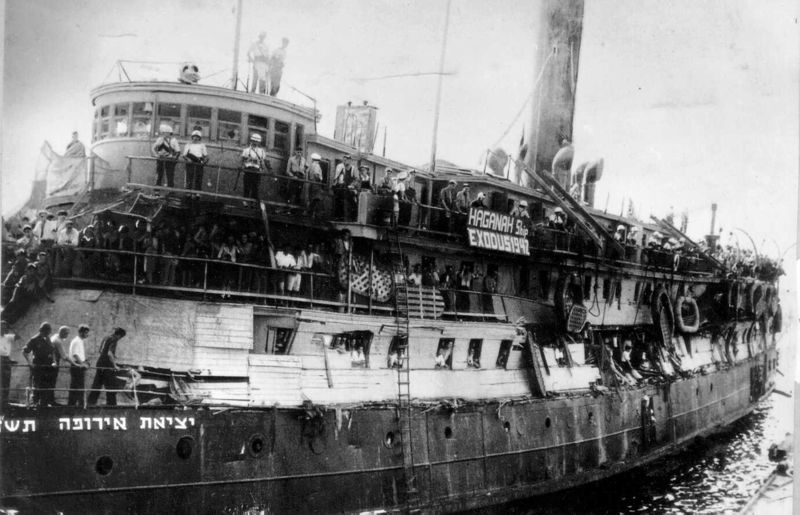
Пароход Хаганы «Исход-1947» — символ нелегальной иммиграции

Алия Бет (ивр. עלייה ב‎; полное название: עלייה בלתי-לגאלית) — нелегальная, в обход запретов британских мандатных властей, репатриация евреев в Землю Израиля  с 1933 по 1948 год.

## История

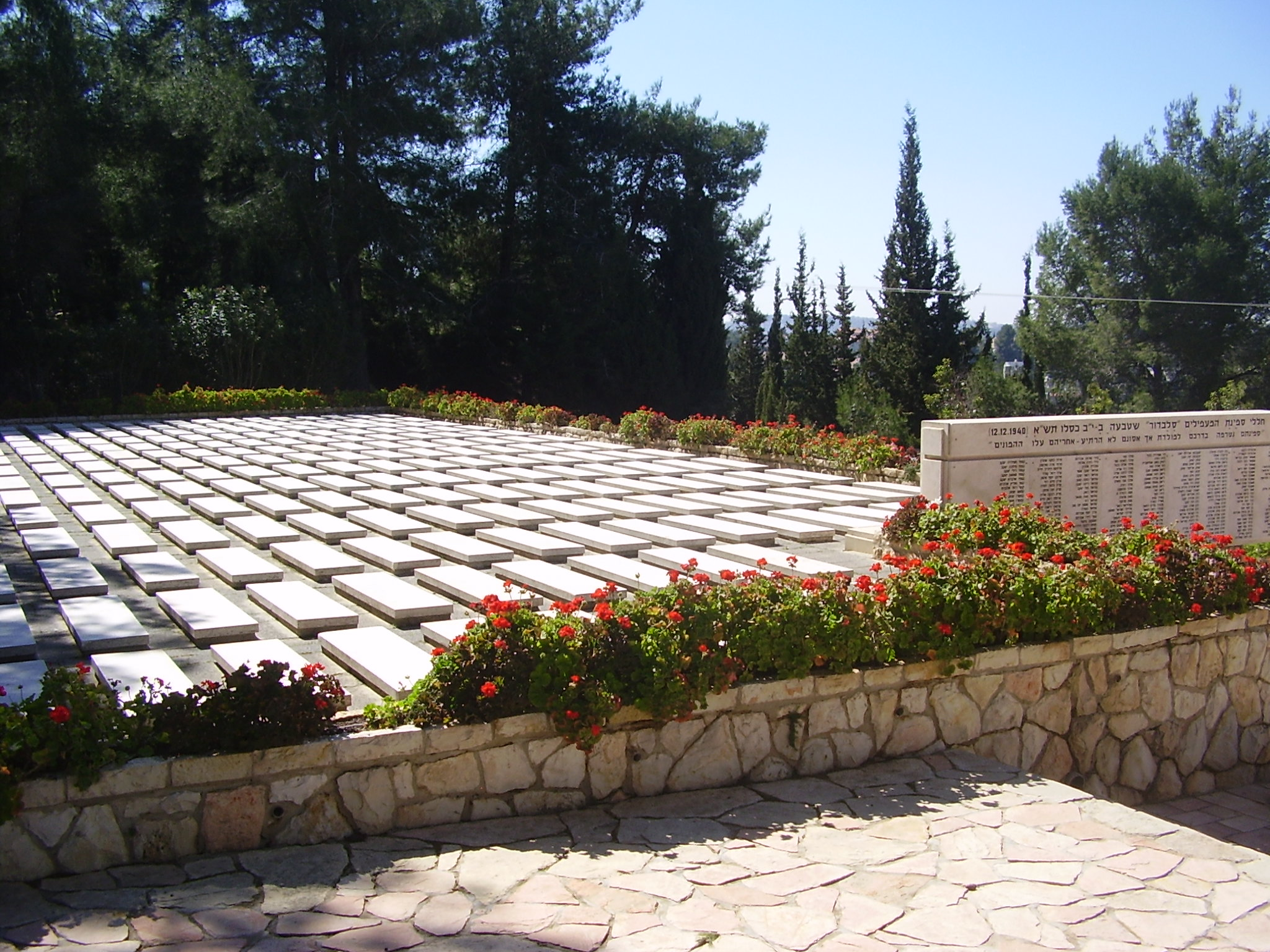
Памятник еврейским беженцам, погибшим на затонувшем корабле «Сальвадор», и участок, где захоронены их останки. Гора Герцля, Иерусалим

Многие из преследуемых нацистами в Германии евреев стремились в Землю Израиля. Политика британских властей была направлена на ограничение иммиграции. Они не только запретили евреям покупать у арабов землю, но и фактически запретили еврейскую иммиграцию в Палестину, ограничив ее 10 000 человек в год.  Эта позиция не  изменилась даже после войны и Холокоста в Европе.  Часть оли́м въезжала в страну нелегально. Эта алия получила название «Алия Бет» — по второй букве еврейского алфавита, в отличие от легальной иммиграции. Она также называлась Хаапала́ (ивр. העפלה‎, «дерзновение»). Слово в изменённой форме взято из Библии (Чис. 14:44), где евреи «дерзнули (ма’апилим) подняться на вершину горы», чтобы войти в Землю Обетованную.
Нелегальная иммиграция организовывалась подразделением «Хаганы» под названием «Мосад ле-Алия Бет», и созданной сторонниками Владимира Жаботинского национальной военной организацией (Иргун). Переправка евреев в подмандатную Палестину проводилась главным образом по морю и в меньшей степени по суше через Ирак и Сирию.
В 1939 году в результате нападений и погромов, организованных арабами, накануне Второй мировой войны, британские власти издали «Белую книгу», по которой репатриация на ближайшие 5 лет ограничивалась 75 тысячами человек, после чего должна была прекратиться вовсе. Кроме того, на 95 % подмандатной территории запретили продавать евреям землю. В результате большая часть алии стала нелегальной.
В «Алие Бет» принято выделять два этапа.
- 1933—1942 годы — усилия по спасению евреев Европы от уничтожения.
- 1945—1948 годы — усилия, направленные на работу в лагерях для перемещённых лиц, где находились пережившие Катастрофу евреи, для организации их переселения в Израиль. Послевоенный путь алии шёл из подобных лагерей в один из сборных пунктов в американском секторе — Бад-Райхенхалль или Лайпхайм; оттуда беженцы различными путями переправлялись в Эрец-Исраэль.

Американские, французские и итальянские власти не накладывали ограничений на передвижение между лагерями, британцы же всячески противодействовали этому движению, накладывая ограничения на передвижения из лагерей и организуя морскую блокаду страны, препятствуя оли́м высаживаться на израильскую землю.
В 1946 году британской секретной службе МИ-6 была поручена организация диверсий на кораблях, перевозивших нелегальных иммигрантов. 14 февраля 1947 года операция была официально начата. Британские агенты устанавливали на корабли магнитные мины с часовым механизмом. Летом 1947 и в начале 1948 года в итальянских портах были повреждены 5 кораблей.
Несмотря на борьбу британских властей с нелегальной иммиграцией, за 14 лет в Палестину таким образом переправилось 110 тысяч евреев.